# Плоска крива
У математиці, плоска крива являє собою криву в площині, що може бути Еклідовою площиною, або проєктивною площиною.
Найбільш часто досліджувані випадки — гладкі криві площини (включаючи частичні криві площині), і алгебраїчні криві площини.

## Гладка крива площини
Гладка крива площини — крива в дійсній евклідовій площині R2 і є одновимірним гладким многовидом.
Це означає, що гладка крива площини — крива площини, яка «локально схожа на лінію», в тому сенсі, що біля кожної точки, вона може бути нанесена на карту до лінії гладкой функції. Еквівалентно, гладка крива площині може бути локально описана рівнянням f(x, y) = 0 , де f : R2 > R — гладка функція, і часткові похідні ∂f/∂x і ∂f/∂y ніколи одночасно не дорівнюють 0 в точці кривої.

## Алгебрична крива площини
Алгебрична крива площини — крива в проєктивній площині, задана одним багаточленним рівнянням f(x, y) = 0 (або F(x, y, z) = 0, де F — гомогенний поліном в проєктному випадку).
Алгебричні криві вивчаються з 18-го століття.
У кожної алгебричної кривої площині є степінь, степінь рівняння визначення, яке дорівнює, у разі алгебраїчно замкненої області, числу перетинів кривої з лінією в загальному положенні. Наприклад, у кола, даного рівнянням x2 + y2 = 1 є степінь 2.
Пласкі алгебраїчні криві 2 степеня без особливостей називають конічними перетинами, а їх проєктивним доповненням, усі ізоморфні, з точністю до проєктивного доповнення, колу x2 + y2 = 1 (який є проєкцією кривої рівняння x2 + y2 - z2= 0). Криві площини 3 степеня називають кубічними кривими плоскості і, якщо вони — без особливостей, овальні криві. Криві четвертого ступеня називають біквадратним кривими плоскості.

## Приклади
| Назва       | неявне рівняння                                                 | Параметричне рівняння                          | Функція                 | Графік   |
| ----------- | --------------------------------------------------------------- | ---------------------------------------------- | ----------------------- | -------- |
| Пряма лінія | {\displaystyle ax+by=c}                                         | {\displaystyle (x_{0}+\alpha t,y_{0}+\beta t)} | {\displaystyle y=mx+c}  |          |
| Коло        | {\displaystyle x^{2}+y^{2}=r^{2}}                               | {\displaystyle (r\cos t,r\sin t)}              |                         | framless |
| Парабола    | {\displaystyle y-x^{2}=0}                                       | {\displaystyle (t,t^{2})}                      | {\displaystyle y=x^{2}} |          |
| Еліпс       | {\displaystyle {\frac {x^{2}}{a^{2}}}+{\frac {y^{2}}{b^{2}}}=1} | {\displaystyle (a\cos t,b\sin t)}              |                         | framless |
| Гіпербола   | {\displaystyle {\frac {x^{2}}{a^{2}}}-{\frac {y^{2}}{b^{2}}}=1} | {\displaystyle (a\cosh t,b\sinh t)}            |                         |          |